# Nowe Kuźnice
Nowe Kuźnice (niem. Neuhammer) – zniesiona miejscowość, obecnie w granicach wsi Nowa Kuźnia w Polsce, położona w województwie dolnośląskim, w powiecie bolesławieckim, w gminie Gromadka. Stanowiła południowo-wschodnią część współczesnej miejscowości.
W latach 1950. Nowe Kuźnice stanowiły gromadę w gminie Gromadka. W 1954 Nowe Kuźnice weszły w skład nowo utworzonej  gromady Wierzbowa, do której włączono także Nową Kuźnię, należącą dotąd do gminy Chocianowiec w powiecie lubińskim. Następnie Nowe Kuźnice i Nowa Kuźnia połączyły się, a w latach 1970. nazwa Nowe Kuźnice już nie występuje, stanowiąc część Nowej Kuźni.